# Cymothoa exigua
Cymothoa exigua is een pissebed uit de familie Cymothoidae. De wetenschappelijke naam van de soort is voor het eerst geldig gepubliceerd in 1884 door Schioedte & Meinert.

## Leefwijze
Cymothoa exigua is berucht om zijn bizarre parasitaire levenswijze. De in zee levende pissebed kruipt via de kieuwen een vis (meestal een baarsachtige) binnen en zet zich vast in de tong van zijn gastheer, waarna hij bloed opneemt uit de nog levende tong. Langzamerhand sterft de tong vervolgens door atrofie af, waarna de parasiet de functie van de tong overneemt. De vis kan zijn tong blijven gebruiken. De pissebed richt verder vermoedelijk weinig schade aan en kan zich makkelijk voeden met wat de vis eet. C. exigua is de enige bekende parasiet die functioneel een orgaan van zijn gastheer vervangt.

## Voorkomen
De soort komt voor van de Golf van Californië tot aan de Golf van Guayaquil en ook in de wateren rond Nieuw-Zeeland. 

## Populaire cultuur
Deze parasitaire pissebed vormde de inspiratie voor de Amerikaanse horrorfilm The Bay uit 2012. In de film is Cymothoa exigua tot monsterlijke proporties uitvergroot en begon in plaats van op vissen, op mensen te parasiteren.